# Jevin Palmquist
Jevin Palmquist (3 giugno 2007) è uno sciatore alpino statunitense.

## Biografia
Originario di Eagan e fratello di Camden, a sua volta sciatore alpino, Jevin Palmquist, attivo dal dicembre del 2023, in Nor-Am Cup ha esordito il 7 dicembre dello stesso anno a Copper Mountain in supergigante (21º) e ha conquistato il primo podio il 15 dicembre 2024 a Panorama in slalom speciale (3º); non ha debuttato in Coppa del Mondo e non ha preso parte a rassegne olimpiche o iridate.

## Palmarès

### Nor-Am Cup
- Miglior piazzamento in classifica generale: 28º nel 2025
- 1 podio:
  - 1 terzo posto